# Socialistische sovjetrepubliek

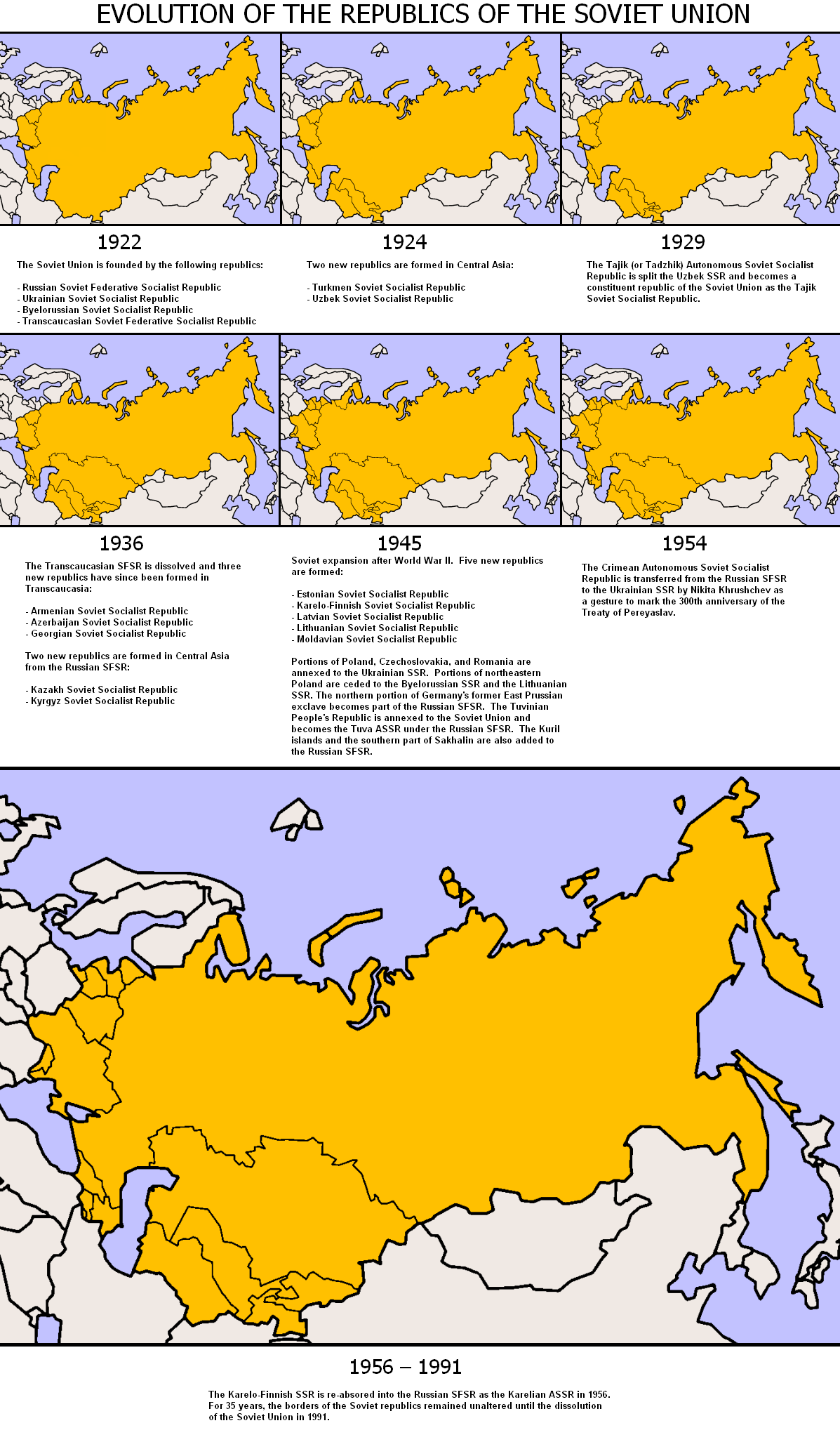
Evolutie van de Sovjetrepublieken

De socialistische sovjetrepublieken (Russisch: союзные республики, sojuznye respoebliki, "unierepublieken", doorgaans afgekort als SSR), waren de vijftien 'constitutieve', in naam onafhankelijke republieken binnen de Sovjet-Unie, formeel een door hen gevormde federatie. 
In het Westen sprak men nochtans vaak over 'de Russen' of zelfs over 'Rusland' met betrekking tot de hele Sovjet-Unie, die immers strak vanuit de (Russische) Sovjethoofdstad Moskou gedirigeerd werd. De de iure onafhankelijkheid werd dan ook als farce gezien. Door aparte legeronderdelen aan de republieken toe te delen en Belarus en Oekraïne eigen ministeries van buitenlandse zaken te geven, kon de USSR bewerkstelligen dat deze republieken zelfstandig lid van de Verenigde Naties konden worden.
Te onderscheiden van de unierepublieken waren de autonome socialistische sovjetrepublieken (ASSR) en de autonome oblasten (AO).

## Geschiedenis
In 1922 waren de stichtende sovjetrepublieken de Russische Socialistische Federatieve Sovjetrepubliek (RSFSR), de Oekraïense SSR, de Wit-Russische SSR (Belarus) en de Transkaukasische SFSR, die bestond uit de Georgische, Armeense en Azerbeidzjaanse socialistische sovjetrepublieken en in 1936 werd ontbonden, waardoor de drie leden van deze federatie aparte unierepublieken van de Sovjet-Unie werden. Ondertussen waren Turkmenistan en Oezbekistan toegetreden in 1925, Tadzjikistan in 1929, Kazachstan en Kirgizië in 1936, telkens als volwaardige socialistische sovjetrepubliek. In 1940 werden ook Moldavië (het historisch gebied Bessarabië) en de drie Baltische staten (Estland, Letland en Litouwen) door annexatie toegevoegd aan de Sovjet-Unie.
Het grondwetsartikel dat de republieken uittredingsrecht gaf (artikel 72 van de grondwet van de USSR van 1977) werd over het algemeen als dode letter gezien. In 1991 werd dit echter alsnog ingeroepen en traden als eerste de RSFSR, en spoedig daarna de andere SSR's, als onafhankelijke staten uit de aldus ontbonden Sovjet-Unie, maar de meeste vormden snel het (losse) Gemenebest van Onafhankelijke Staten (GOS).

## Sovjetrepublieken
| Map of Soviet Republics |
| 1. Armeense SSR (Transkaukasisch) 2. Azerbeidzjaanse SSR (Transkaukasisch) 3. Wit-Russische SSR (Oost-Slavisch) 4. Estische SSR (Baltisch) 5. Georgische SSR (Transkaukasisch) 6. Kazachse SSR (Turkestaans) 7. Kirgizische SSR (Turkestaans) 8. Letse SSR (Baltisch) 9. Litouwse SSR (Baltisch) 10. Moldavische SSR 11. Russische SFSR 12. Tadzjiekse SSR (Turkestaans) 13. Turkmeense SSR (Turkestaans) 14. Oekraïense SSR (Oost-Slavisch) 15. Oezbeekse SSR (Turkestaans) |